# Michael Cuffee
Michael Cuffee (* 12. Juli 1983 in Philadelphia, Pennsylvania) ist ein US-amerikanischer Basketballspieler. Der Swingman spielt seit 2015 in Frankreich und ist derzeit für die JL Bourg Basket in der französischen Liga aktiv.

## Karriere

### Highschool und College
An der Simon Gratz High School in Philadelphia sammelte Cuffee seine ersten Erfahrungen als Basketballspieler.
Später startete Michael Cuffee dann am Neosho County Community College im Bundesstaat Kansas seine College-Basketball-Karriere und wechselte zwei Jahre später an die Middle Tennessee State University. In seinem Senior-Jahr kam er dort auf durchschnittlich 14,3 Punkte und 7,4 Rebounds und wurde zum Top-Rebounder der Sun Belt Conference gewählt.

### Profikarriere
Während seiner Profilaufbahn kam Cuffee schon in einigen Klubs unter und sammelte jede Menge internationale Erfahrung. Zu Beginn seiner Profikarriere spielte er einige Zeit in Skandinavien bei Vereinen in Dänemark und Finnland, machte dann Station in einigen D-League Klubs in den USA, bis er dann nach Italien und anschließend nach Katar wechselte.
In der Saison 2012–2013 war Cuffee Teil der Sundsvall Dragons in Schweden, wo er wie oft zu vor schon nur ein Jahr unter Vertrag stand. In dieser Saison stand er aber in allen 46 Partien in der Starting Five.
2013 wechselte er in die deutsche Basketball-Bundesliga zum Mitteldeutschen Basketball Club. In der Spielzeit 2013/14 legte Cuffee 13,2 Punkte, 4,2 Rebounds und 1,2 Assists für Weißenfels auf und wurde von den Fans der Basketball-Bundesliga zum Top-Performer des Monats März gewählt.
Beim Worldwide Invitational 2014 in Las Vegas überzeugte sich Tübingens Couch Igor Perović von den Qualitäten des Michael Cuffee und so verpflichteten die Walter Tigers Tübingen ihn für die Saison 2014/15.

## Persönliches
Michael Cuffee hat zwei Brüder und vier Schwestern. Aufgewachsen ist der 1,95 m große Guard in eher einfachen Verhältnissen in Philadelphia. Mittlerweile ist Cuffee Vater von zwei Zwillingsmädchen.

## Erfolge
- Finnischer Pokalsieger 2006
- Meisterschaft in Katar 2011